# Bíblia de Wycliffe

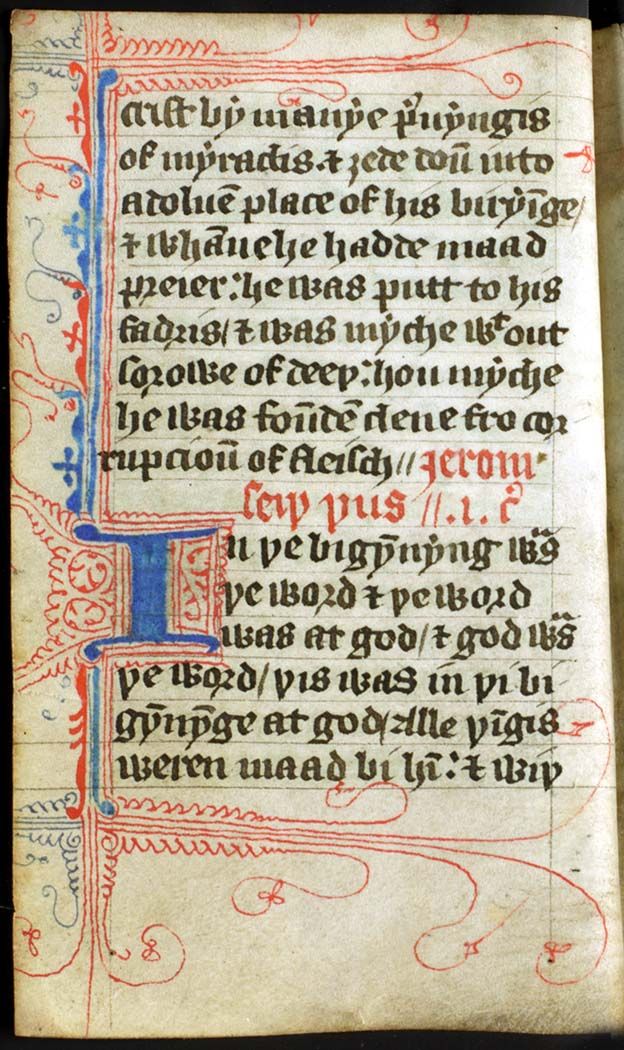
Página da tradução de Wycliffe do evangelho de João.

A Bíblia de Wycliffe é um conjunto de traduções da Bíblia para o inglês médio, a partir da Vulgata Latina, feitas sob a direção de João Wycliffe. Uma primeira edição foi publicada em 1382 e a segunda em 1385, pelo assistente de Wycliffe, João Purvey. A Bíblia de Wycliffe foi a primeira tradução da Bíblia não apenas para o inglês, como também para uma língua européia moderna. Estas traduções bíblicas foram a causa inspiradora do movimento pré-Reforma Protestante dos lolardos, que rejeitava muitos dos ensinamentos da Igreja Católica. A Bíblia de Wycliffe tem 73 livros, os exatos livros presentes na Bíblia católica, 46 livros para o AT e 27 livros para o NT, seguindo o mesmo cânon oficial estabelecido pela Igreja Romana nos seus concílios.
A associação entre a Bíblia de Wycliffe e os Lolardos causou ao reino da Inglaterra e à Igreja católica da Inglaterra problemas, levando-as a empreender uma drástica campanha para ocultar os fatos. No início do século XV, Henrique IV, o Arcebispo Tomás Arundel e Henrique Knighton publicaram críticas e promulgaram algumas das mais severas leis de censura religiosa na Europa naquela época. Mesmo vinte anos após a morte de Wycliffe, na Convocação de Oxford em 1408, foi realizada uma votação solene em que nenhuma nova tradução da Bíblia deveria ser feita sem aprovação prévia. Contudo, como o texto traduzido nas várias versões da Bíblia Wycliffe era a Vulgata latina, não havia na prática nenhuma maneira pela qual as autoridades eclesiásticas pudessem distinguir a versão proibida; e, conseqüentemente, muitos estudiosos católicos dos séculos XV e XVI (como Thomas More) ficaram com essas Bíblias em inglês manuscritas para representar uma tradução ortodoxa anônima anterior. Consequentemente, manuscritos da Bíblia Wycliffe, que eram inscritos com uma data sempre anterior a 1409, a data da proibição, circularam livremente e foram amplamente utilizados pelo clero e leigos.